# Hermann Böning (Künstler)
Hermann Böning (* 1959 in Hilkerode) ist ein deutscher Künstler.

## Leben
Hermann Raimund Böning wurde 1959 in Hilkerode im Landkreis Duderstadt geboren. Er besuchte das Eichsfeld-Gymnasium in Duderstadt. Ab 1980 studierte er an der Kunsthochschule Kassel und an der Kunstakademie Münster, 1984 wurde er Meisterschüler bei Norbert Tadeusz. Seit 1987 arbeitet Böning als Bildhauer und Maler mit Atelier in Köln. Seit 1992 hat er eine Professur an der Katholischen Hochschule Nordrhein-Westfalen, Abteilung Paderborn für Kulturpädagogik, Ästhetik und Kommunikation, insbesondere visuelle und haptische Kommunikation, inne. Seit 1986 verfolgt Hermann Böning eine Ausstellungstätigkeit in Galerien, Kunstmessen, Kunstvereinen und Museen. Seit 1985 erfolgen Kunstaktionen und Kunstprojekte im privaten und öffentlichen Raum.

## Werk
Das Werk Hermann Bönings besteht aus Skulpturen, Zeichnungen, Malerei und Kunst-Aktionen.

## Ausstellungen (Auswahl)
- 1987: „Große Winterausstellung Nordrhein-Westfalen“, Düsseldorf
- 1991: „Idiome“ Forum Hagen-Gelände, Köln[3]
- 1992: Stadtmuseum Siegburg[4]
- 1992: Städtische Galerie, Bocholt
- 1992: Kunstverein Arnsberg
- 1992: Oberbergischer Kunstverein, Gummersbach
- 1993: Kunst- und Kulturmuseum, Goch
- 1994: Künstler-Forum, Bonn
- 1997: „Zeitgleich“, BBK Stapelhaus, Köln[5]
- 1999: KSI, Bad Honnef
- 2004: Kunstverein Paderborn, Städtische Galerie am Abdinghof, Paderborn[6][7]
- 2004: Museum Burg Dringenberg, Bad Driburg
- 2011: „Zeller Kunst Wege – Kunst im städtischen Raum“, Zell am Harmersbach[8][9]
- 2013: Kunstmuseum Gelsenkirchen[10]